# Ried (Nederland)
Ried (Fries: Rie) is een dorp in de gemeente Waadhoeke, in de Nederlandse provincie Friesland. Ried ligt tussen Franeker en Berlikum aan de Ried. De Ried is deel van de Elfstedenroute tussen Franeker en Dokkum. Ten zuiden van Ried loopt het Oudemeer. 
In 2023 had het dorp 430 inwoners.

## Geschiedenis
Ried is ontstaan op een terp. De plaats was een tijdlang een echt terpdorp maar groeide vanaf de 18e eeuw buiten de eigenlijke terp. Het dorp vormt samen met Boer, Peins, Schalsum en Zweins de zogenaamde Franeker Vijfga.
In 1275 en 1335 werd de plaats gespeld als Rede. Vermeldingen in de 15e eeuw spellen de plaats als Rede en Reed, en in 1505 als Rydt. In 1786 werd de naam als Ried geschreven. De plaatsnaam is afgeleid van het water de Ried, dat stroom (rith) betekent.

## Voorzieningen
Ried heeft ondanks diens grootte en de kleine haven geen winkels. Voor de inkopen moeten de bewoners naar Berlikum, Menaldum of Franeker.
De Walburgakerk van Ried stamt uit de 17e eeuw en verving een oudere vervallen kerk.

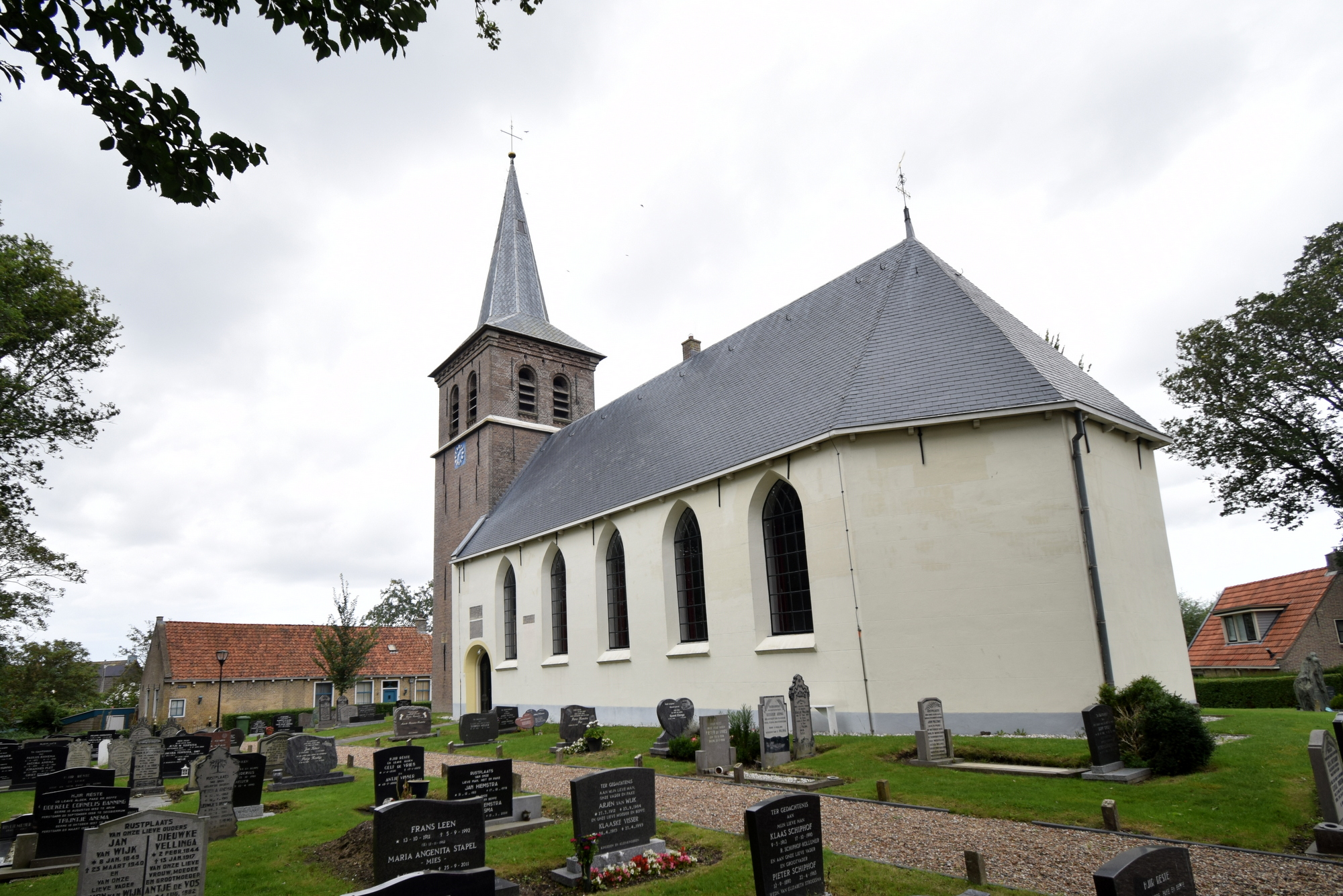
De Walburgakerk

## Sport
Het dorp heeft een kaatsvereniging, VvV Klaas Mug.

## Cultuur

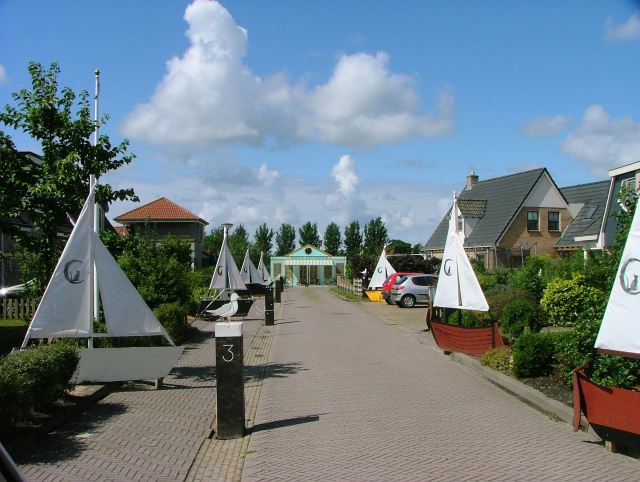
Straatversieringswedstrijd tijdens de kermis

Het dorp heeft ook een multifunctioneel centrum, De Rede geheten. Tot 2017 has het dorp een eigen fanfare, L.B. Band. Er is een uitgebreide kermis waarbij onder andere volksspelen en lopend buffet behoren, maar ook veel andere activiteiten.

## Onderwijs
Het dorp heeft een eigen basisschool, De Oanset. De school is ook voor de omliggende plaatsen.

## Geboren
- Lolkje Anema (1871-1953), schilder en tekenaar